# 다이렉트사운드
다이렉트사운드(DirectSound)는 마이크로소프트가 제공하는 다이렉트엑스 라이브러리의 소프트웨어 일부이며, 윈도우 안에 포함되어 있다. 이 소프트웨어는 응용 프로그램과 사운드 카드 사이에 직접적인 인터페이스를 제공하여 응용 프로그램이 소리나 음악을 울릴 수 있도록 만들어 준다. 다이렉트사운드는 오디오 데이터를 사운드 카드로 보내주는 서비스를 제공할 뿐 아니라, 녹음이나 소리를 믹싱하는 데에 필요한 기능도 많이 제공한다. 이러한 기능으로 사운드에 효과를 제공하는데, 이를테면 떨림이나 음향(echo) 등의 부가 기능이나, 재생 속도 변경을 위한 하드웨어 제어 방식의 버퍼나, 3 차원 공간 안에서 소리가 떨리는 위치의 변화 기능(3 차원 입체 음향), 마이크나 그 밖의 입력 기기로부터 녹음, 녹음 중에 효과를 넣는 기능 등이 있다.
다이렉트사운드는 또, 여러 개의 응용 프로그램이 사운드 카드로 동시에 접근하게 하는 편리한 방법도 허용한다. 이렇게 떨리는 3 차원 공간음과 더불어, 게임즐 즐길 때 즐거움을 맛 볼 수 있다. 또, 게임 안에서의 이벤트에 바로 반응하고, 소리를 떨리게 하는 스크립트를 바꾸는 기능도 제공한다. 다시 말해, 게임 안에서 때리는 동작이 일어나면, 그에 맞춰 음악의 박자도 빠르게 할 수 있다.
몇 년 동안의 개발을 거친, 오늘의 다이렉트사운드는 매우 성숙한 API를 가지고 있으므로, 여러 개의 채널을 이용한 재생이나 매우 정밀한 소리를 재생할 수 있는 등, 많은 보조 기능을 제공할 수 있게 되었다. 다이렉트사운드는 게임에서 뿐 아니라 전문가가 사용하는 오디오 응용 프로그램에서는 지금 이러한 여러 가지 기능을 이용하고 있다.

## 다이렉트사운드3D
다이렉트사운드3D(DirectSound3D, DS3D)는
마이크로소프트 다이렉트엑스 시스템의 추가 기능으로 마이크로소프트 윈도우의 3D 오디오를 표준화하기 위해 고안되어 1996년 다이렉트엑스 3에 첫 선을 보였다.
다이렉트사운드3D는 소프트웨어 개발자들이 오디오 카드 제조업체에 맞춰 개별적인 코드를 작성할 필요 없이 단일의 표준화된 오디오 API를 짤 수 있게 해 준다.
다이렉트엑스 5에서 다이렉트사운드3D는 서드 파티 3D 오디오 알고리즘을 사용하는 사운드 카드들이 마이크로소프트 승인 방식을 통해 다이렉트사운드3D를 제대로 가속할 수 있게 도와 준다. 이것은 별도의 3D 오디오 라이브러리를 요구하지 않게 해 준다.
다이렉트엑스 8의 시작과 더불어, 다이렉트사운드와 다이렉트사운드3D (DS3D)는 함께 다이렉트엑스 오디오로 일컫게 된다.

## 같이 보기
- OpenAL
- 고급 리눅스 사운드 아키텍처